# Karanganyar (Pituruh)
Karanganyar is een bestuurslaag in het regentschap Purworejo van de provincie Midden-Java, Indonesië. Karanganyar telt 575 inwoners (volkstelling 2010).